# Порту-Алегрі
Порту-Алегрі (порт. Porto Alegre) — місто в Бразилії, столиця штату Ріу-Гранді-ду-Сул, розташоване на березі озера (лиману) Гуаїба на крайньому півдні країни. Центр великої агломерації із загальним населенням близько 4,1 млн мешканців (дані на 2006 рік).
Місто було збудовано першими переселенцями, які прибули до цієї території з Азорських островів у 1742 році. В 19 столітті до міста прибула значна кількість іммігрантів з Німеччини, Італії та Польщі. День міста Порту-Алеґрі відмічається 2 лютого, у день Навегантської Божої Матері, покровительки міста.
Місто традиційно знаходиться серед кількох міст з найвищими показниками ІРЛП і ВВП на душу населення в Бразилії, та і з найвищим рівнем освіти.

## Галерея

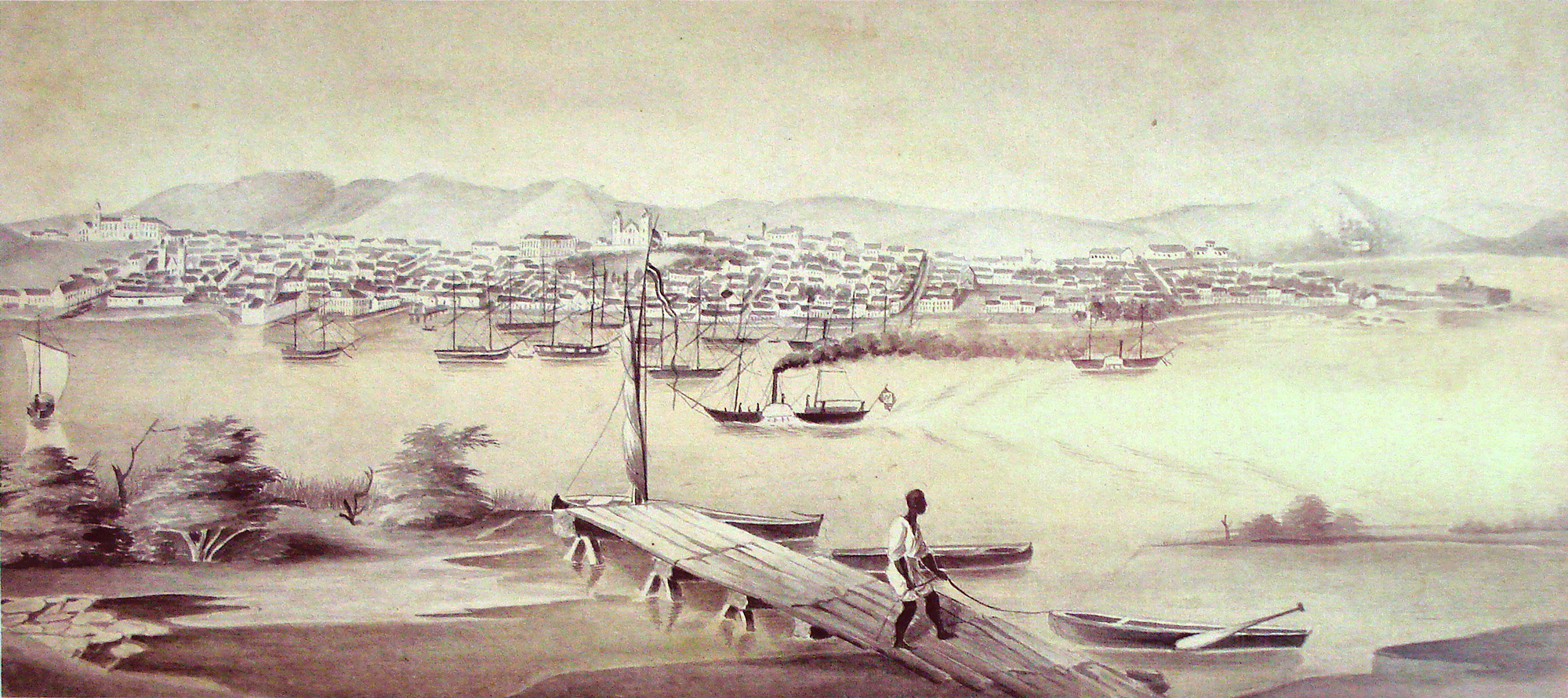
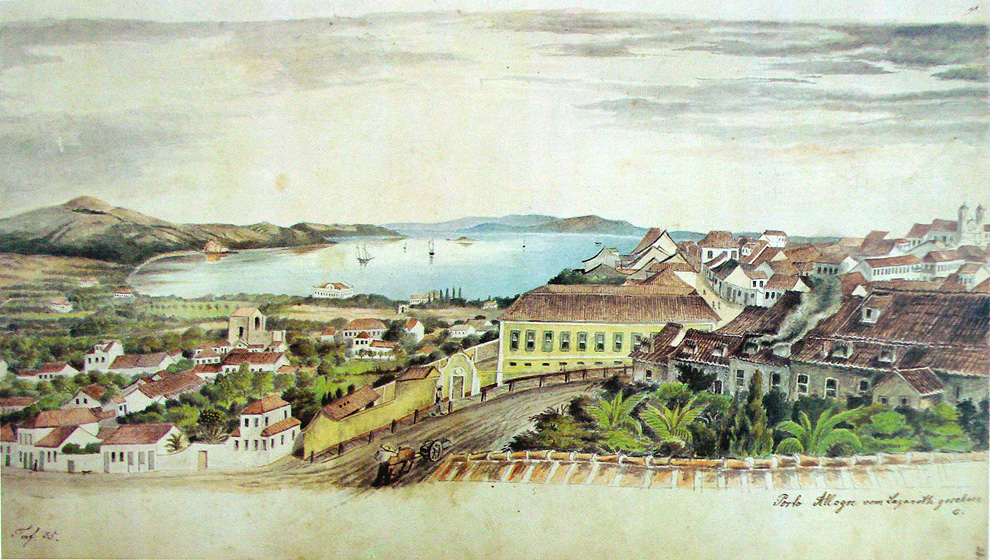
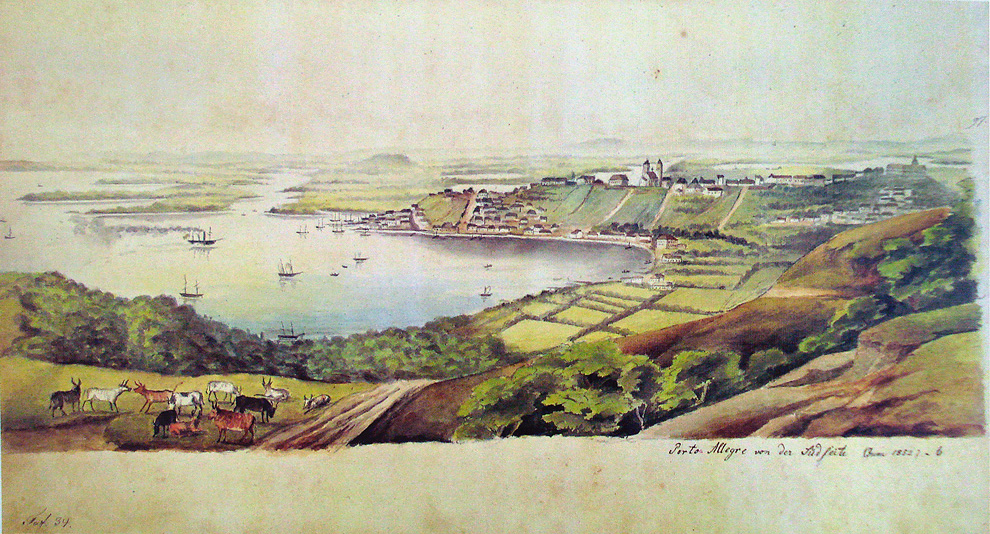
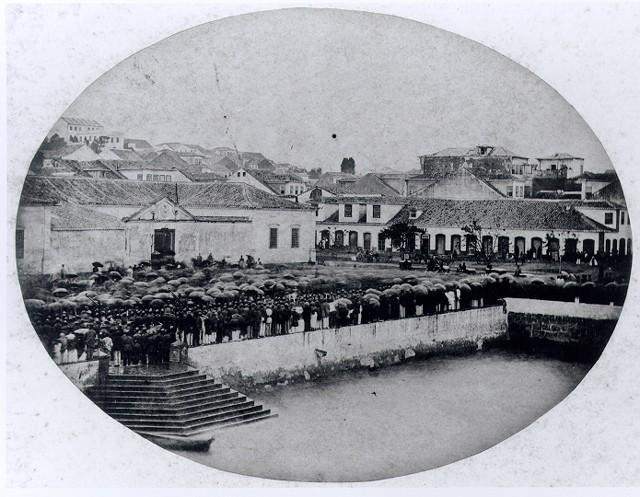
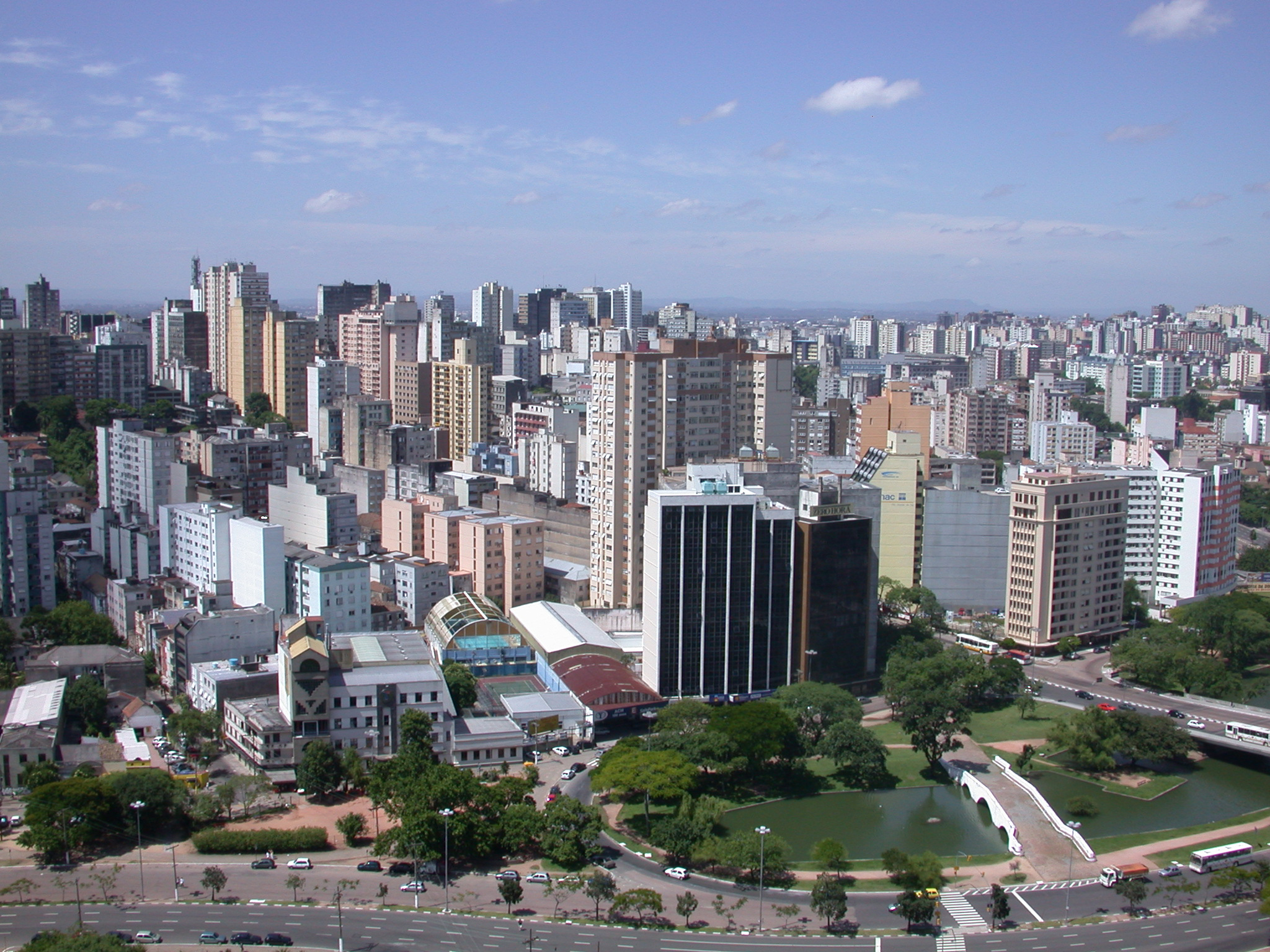
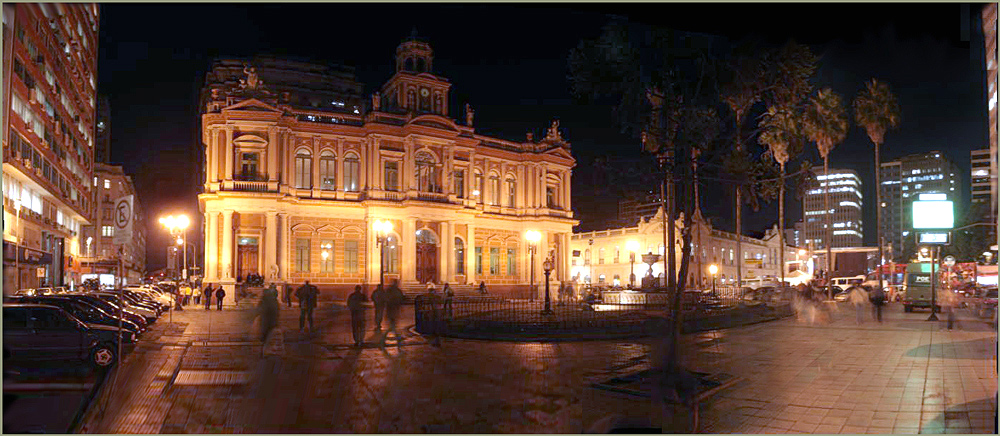
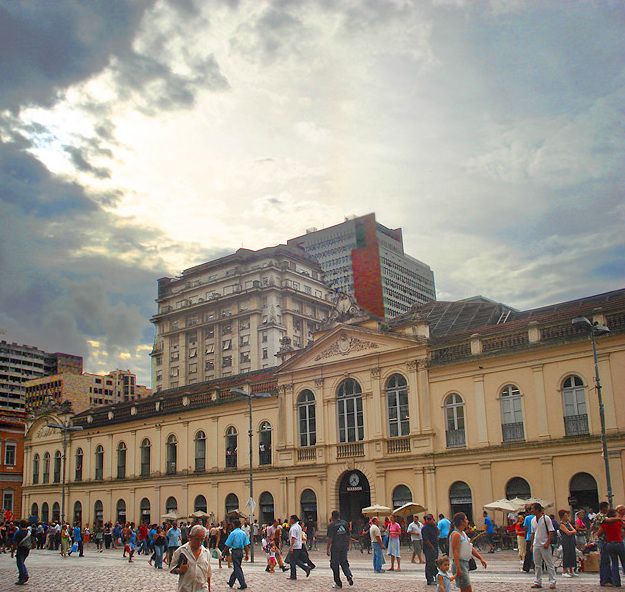
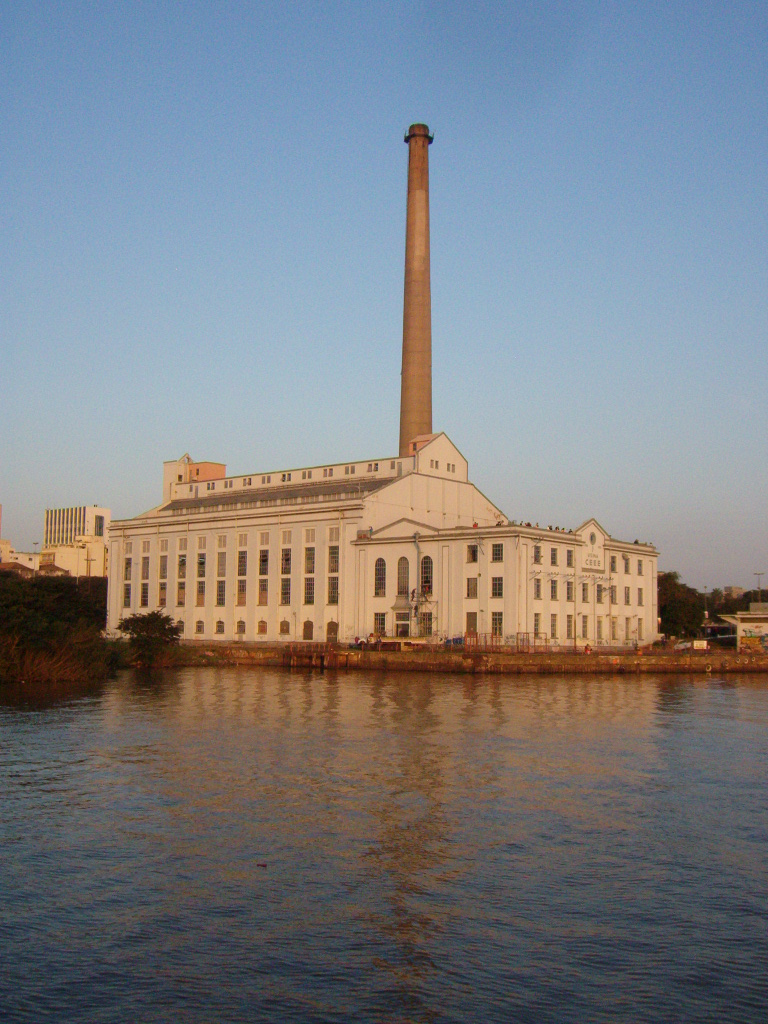
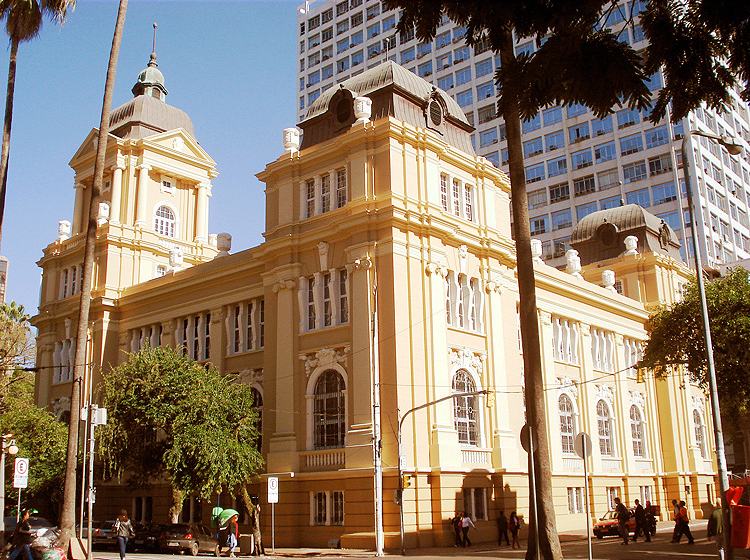
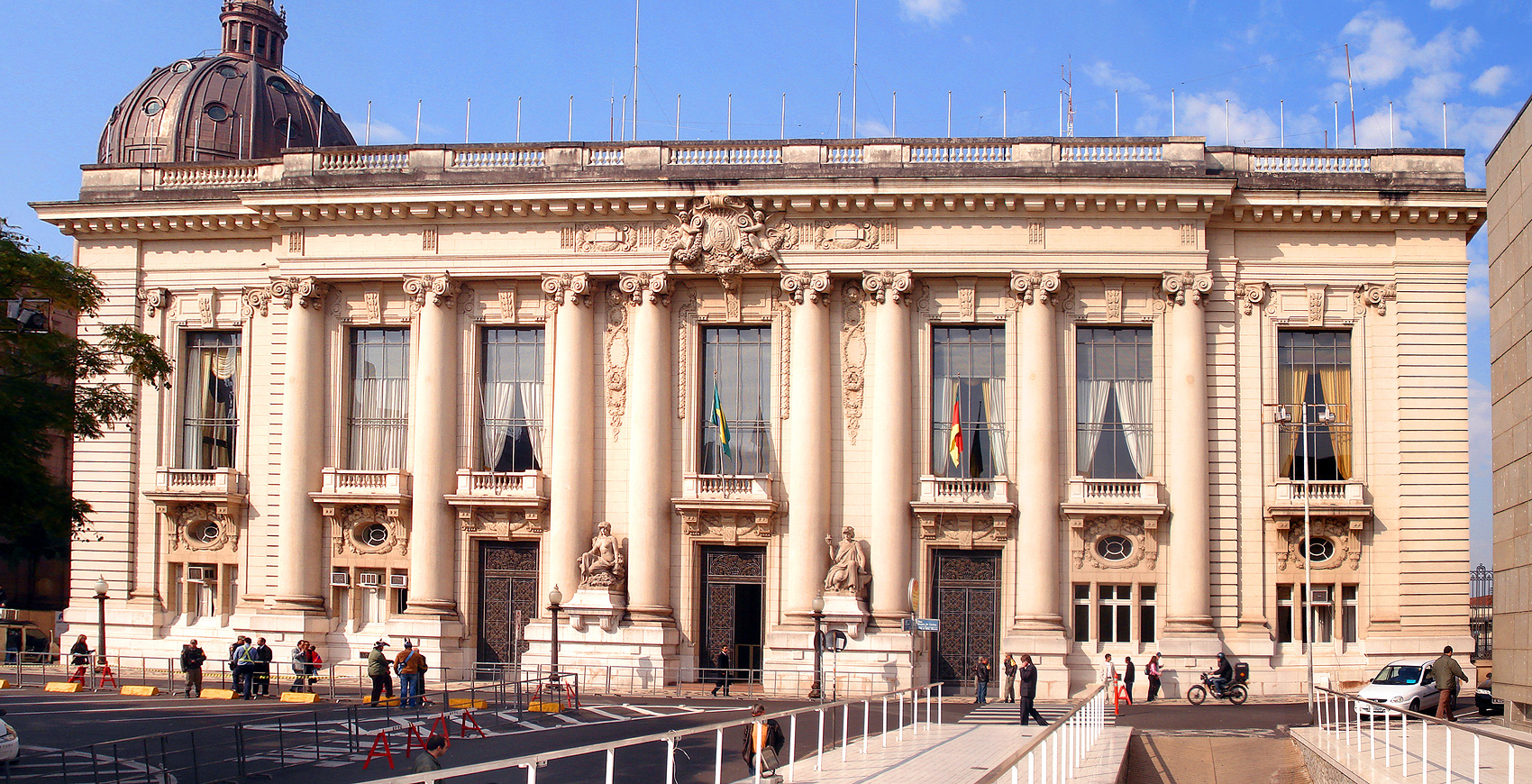
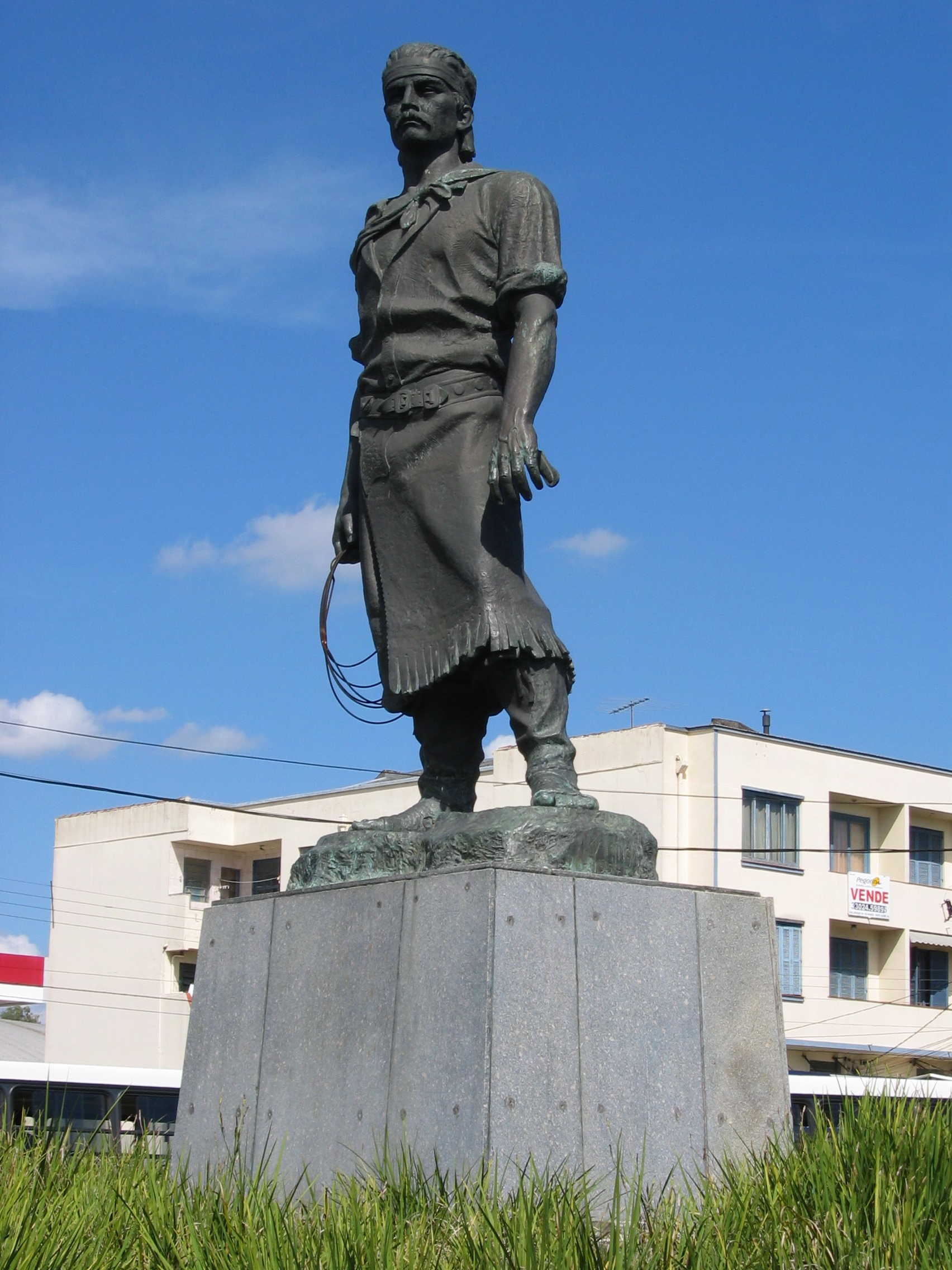
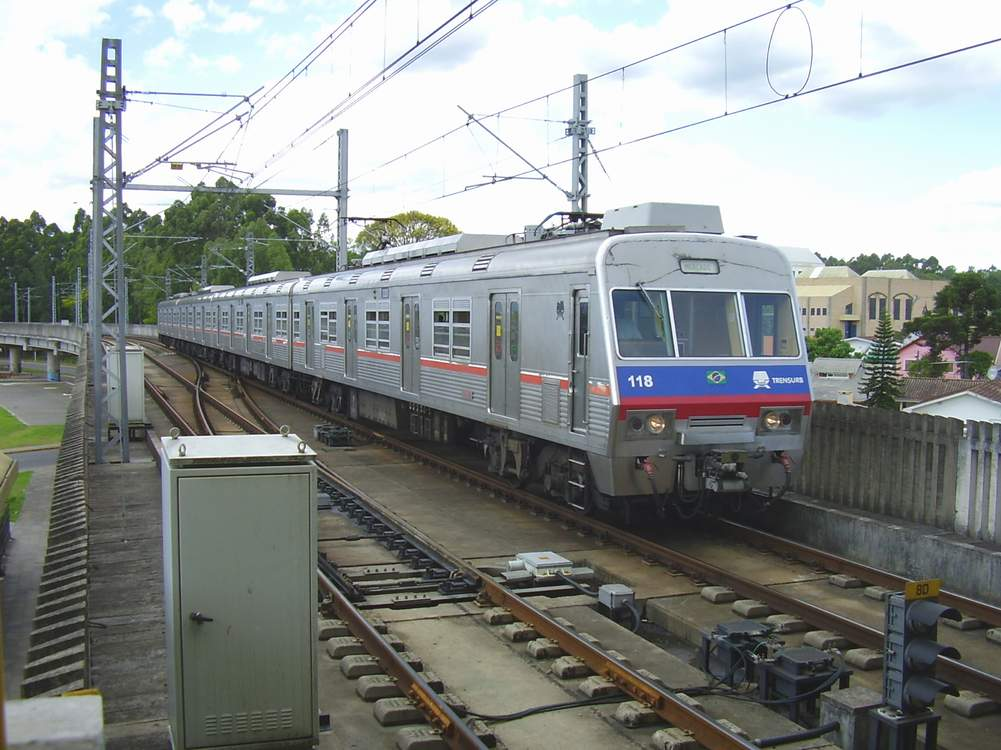
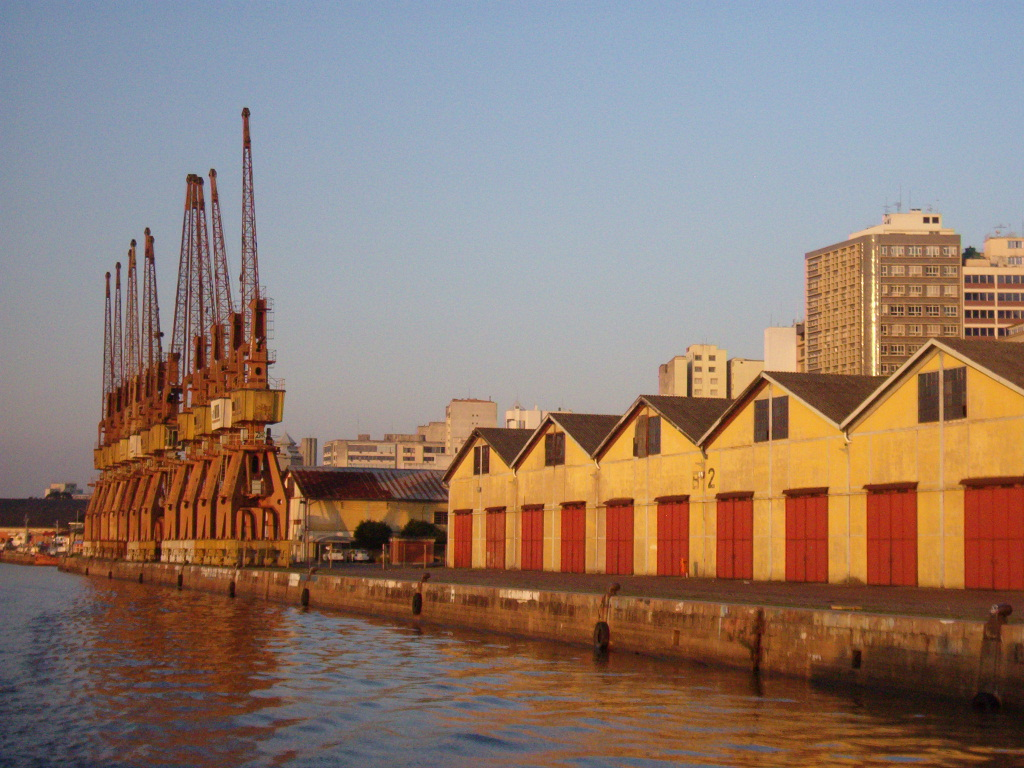
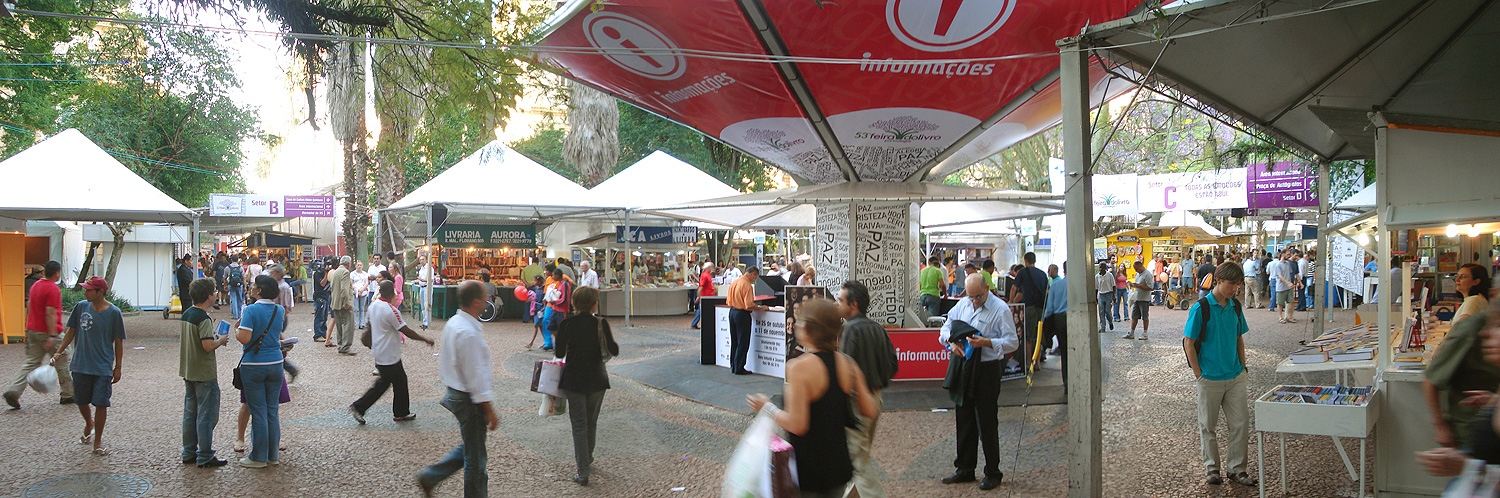
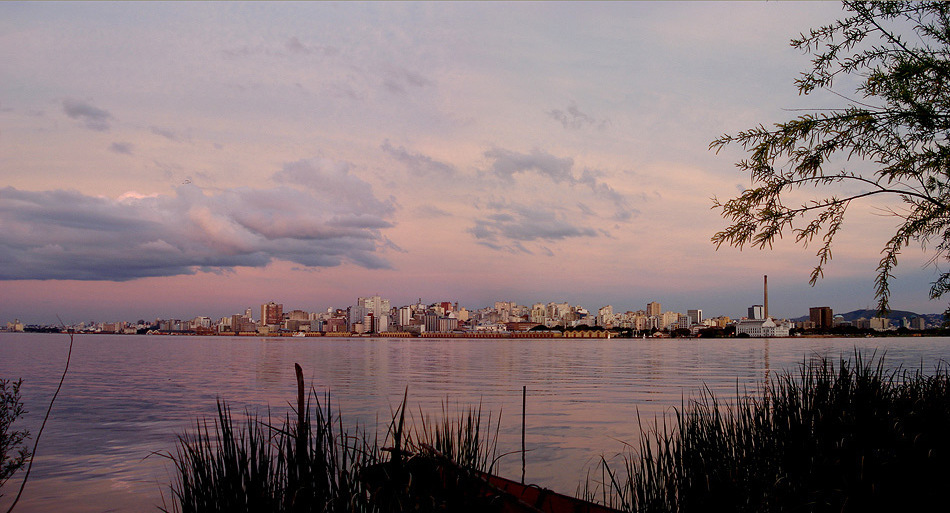

## Населення

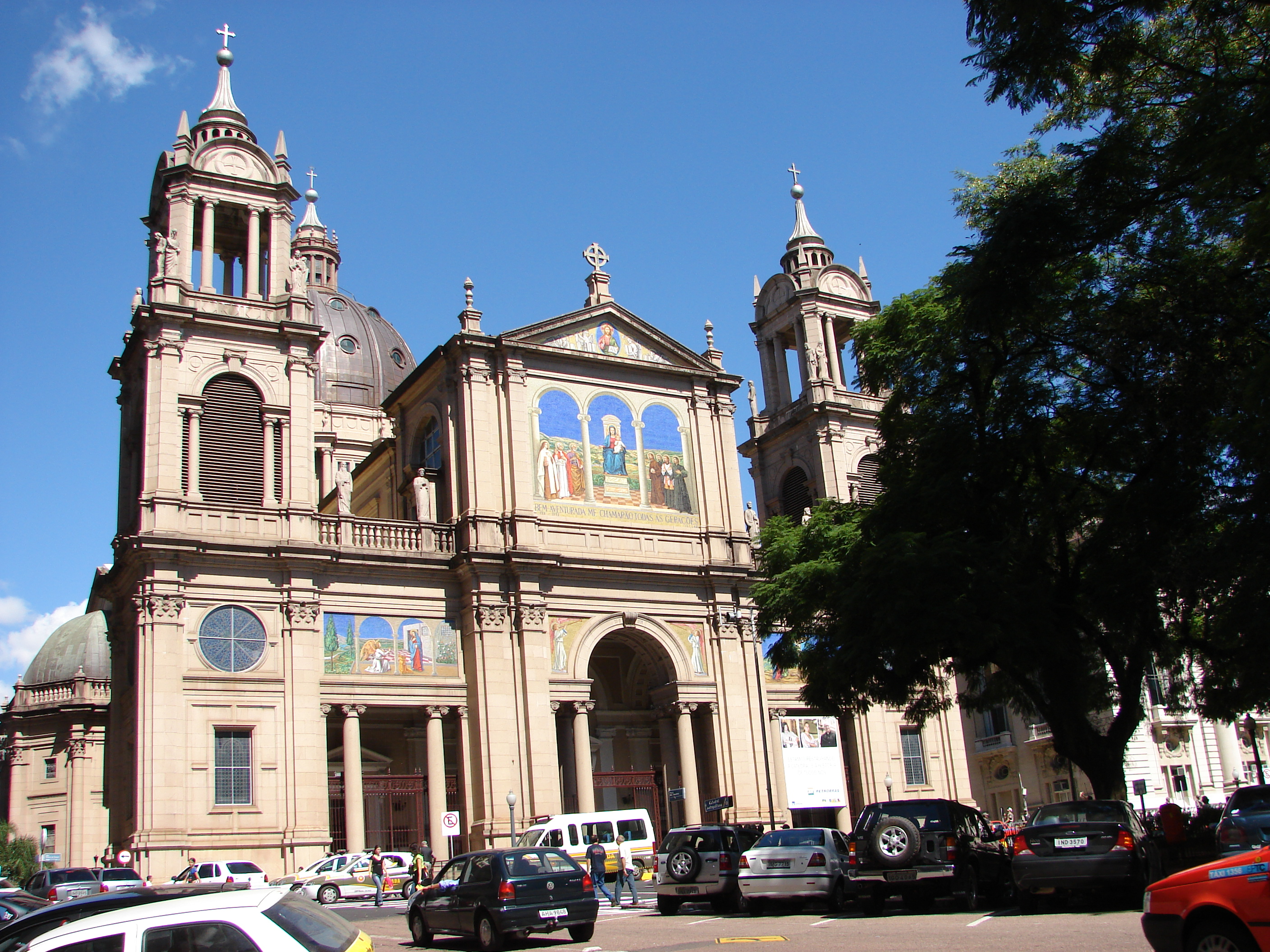
Міський кафедральний собор

За даними Бразильського інституту географії та статистики, населення міста 2013 року склало 1,47 млн осіб, агломерації — більше 4,4 млн (10-е і 4-е місце по країні відповідно). Як і в усій Південній Бразилії, більшу частину містян складають нащадки європейських переселенців.
Расовий склад населення:
- білі — 79,2 %
- парду — 10,0 %
- негри — 10,2 %
- азіати — 0,3 %.

Основна частина жителів є нащадками вихідців з Німеччини, Італії, Польщі та Леванту (араби-християни). Приблизно ¾ містян — католики, по 10 % — протестанти та атеїсти. Рівень злочинності нижчий, ніж у більшості великих міст країни.

## Уродженці
- Луїза Гелена де Байруш (1953—2016) — бразильська социологиня, головний міністр секретаріату з питань політики расової рівності з 2011 до 2014 року.
- Жуніор Таварес (* 1996) — бразильський футболіст.